# California Golden Seals
I California Golden Seals furono una squadra di hockey su ghiaccio statunitense, che militò nella National Hockey League per nove stagioni, dal 1967 al 1976. Sede della squadra era l'Oakland-Alameda County Coliseum Arena di Oakland e i suoi colori sociali erano il giallo, il verde e il bianco.